# 池畑大
池畑大（日语：／ Ikehata Hiroshi，1970年1月1日—），日本男子举重运动员。他曾代表日本参加1994年和1998年亚洲运动会举重比赛，获得二枚铜牌。他也曾参加1996年和2000年夏季奥林匹克运动会。